# 圖納斯 (密蘇里州)
圖納斯（英語：Tunas）是位於美國密蘇里州達拉斯縣的非建制地區。

## 歷史
圖納斯的郵局自1893年營運至今。

## 地理
圖納斯所處的海拔為高於海平面280米（即919英呎），而該地所採用的時區為UTC-6，即北美中部時區（CST）。同時該地設有夏令時間，為UTC-6調快一小時，即UTC-5（CDT）。